# Aricia nebrodensis
Aricia nebrodensis är en fjärilsart som beskrevs av Emile Enrico Ragusa 1919. Aricia nebrodensis ingår i släktet Aricia och familjen juvelvingar. Inga underarter finns listade i Catalogue of Life.